# Seven de Australia 2013
El Seven de Australia de 2013 fue la undécima edición del torneo australiano de rugby 7, fue el primer torneo de la temporada 2013-14 de la Serie Mundial Masculina de Rugby 7.
Se disputó en la instalaciones del Robina Stadium de Queensland.

## Fase de grupos

### Grupo A
| Equipo         | Encuentros | Encuentros | Encuentros | Encuentros | Tantos  | Tantos    | Tantos     | Puntos |
| Equipo         | jugados    | ganados    | empatados  | perdidos   | a favor | en contra | diferencia | Puntos |
| -------------- | ---------- | ---------- | ---------- | ---------- | ------- | --------- | ---------- | ------ |
| Nueva Zelanda  | 3          | 3          | 0          | 0          | 95      | 0         | +95        | 9      |
| Kenia          | 3          | 2          | 0          | 1          | 69      | 36        | +33        | 7      |
| Estados Unidos | 3          | 1          | 0          | 2          | 19      | 76        | -57        | 5      |
| Tonga          | 3          | 0          | 0          | 3          | 7       | 78        | -71        | 3      |

Nota: Se otorgan 3 puntos al equipo que gane un partido, 2 al que empate y 1 al que pierda

### Grupo B
| Equipo     | Encuentros | Encuentros | Encuentros | Encuentros | Tantos  | Tantos    | Tantos     | Puntos |
| Equipo     | jugados    | ganados    | empatados  | perdidos   | a favor | en contra | diferencia | Puntos |
| ---------- | ---------- | ---------- | ---------- | ---------- | ------- | --------- | ---------- | ------ |
| Sudáfrica  | 3          | 3          | 0          | 0          | 89      | 26        | +63        | 9      |
| Inglaterra | 3          | 2          | 0          | 1          | 94      | 41        | +53        | 7      |
| Francia    | 3          | 1          | 0          | 2          | 45      | 74        | -29        | 5      |
| España     | 3          | 0          | 0          | 3          | 33      | 120       | -87        | 3      |

### Grupo C
| Equipo   | Encuentros | Encuentros | Encuentros | Encuentros | Tantos  | Tantos    | Tantos     | Puntos |
| Equipo   | jugados    | ganados    | empatados  | perdidos   | a favor | en contra | diferencia | Puntos |
| -------- | ---------- | ---------- | ---------- | ---------- | ------- | --------- | ---------- | ------ |
| Fiyi     | 3          | 2          | 0          | 1          | 77      | 32        | +45        | 7      |
| Gales    | 3          | 2          | 0          | 1          | 69      | 52        | +17        | 7      |
| Canadá   | 3          | 2          | 0          | 1          | 53      | 51        | +2         | 7      |
| Portugal | 3          | 0          | 0          | 3          | 31      | 95        | -64        | 3      |

### Grupo D
| Equipo    | Encuentros | Encuentros | Encuentros | Encuentros | Tantos  | Tantos    | Tantos     | Puntos |
| Equipo    | jugados    | ganados    | empatados  | perdidos   | a favor | en contra | diferencia | Puntos |
| --------- | ---------- | ---------- | ---------- | ---------- | ------- | --------- | ---------- | ------ |
| Australia | 3          | 2          | 1          | 0          | 55      | 28        | +27        | 8      |
| Samoa     | 3          | 2          | 0          | 1          | 45      | 31        | +14        | 7      |
| Argentina | 3          | 1          | 0          | 2          | 35      | 67        | -32        | 5      |
| Escocia   | 3          | 0          | 1          | 2          | 52      | 61        | -9         | 4      |

## Fase Final

### Cuartos de final
| 13 de octubre | Nueva Zelanda | 40 - 0 | Samoa |  |  |

| 13 de octubre | Fiyi | 12 - 26 | Inglaterra |  |  |

| 13 de octubre | Australia | 24 - 12 | Kenia |  |  |

| 13 de octubre | Sudáfrica | 28 - 21 | Gales |  |  |

### Semifinal
| 13 de octubre | Nueva Zelanda | 14 - 5 | Inglaterra |  |  |

| 13 de octubre | Australia | 24 - 19 | Sudáfrica |  |  |

### Final
| 13 de octubre | Nueva Zelanda | 40 - 19 | Australia |  |  |

| Bandera de Nueva Zelanda |
| Campeón Nueva Zelanda    |
| 1º título del circuito   |